# Roundy Park Cairn

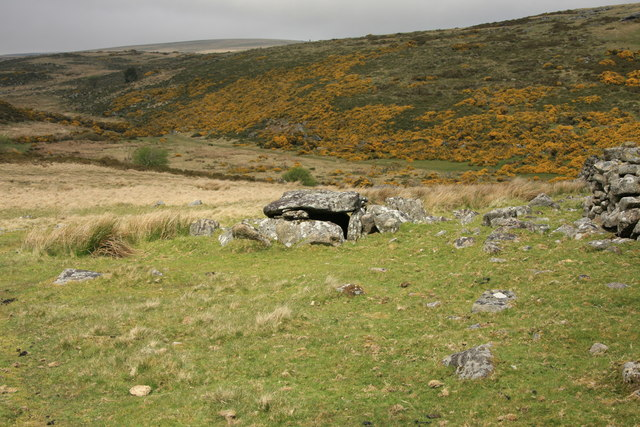
Roundy Park Cairn

Der Roundy Park Cairn (auch Roundy Park Enclosure and Cairn genannt) liegt neben der prähistorischen Einschließung Roundy Park, am Westufer des East Dart River, etwa 1,2 km nordwestlich von Postbridge in Devon in England. Roundy Park ist eine der größten Steinkisten (kornisch Kistvaen), die in einem Cairn auf Dartmoor gefunden wurden. In der Nähe liegt die Clapper bridge von Postbridge.
Die 1,95 m lange und 0,95 m breite Steinkiste ist von ihrem Cairn entblößt worden. Ihre beiden großen Decksteine und sieben Seitenplatten, statt der üblichen vier, sind vorhanden. Eine Langseite besteht aus drei, die andere aus zwei Platten. Ein kleiner Steinkreis umgibt die Kiste. Als sie 1893 von Robert Burnard, der zwei Seitenplatten wieder aufrichtete und einen Deckstein ersetzte, entdeckt wurde, war sie bereits ausgeräumt. Gefunden hat er unter den Trümmern nur zwei Bruchstücke von Feuerstein und einige verbrannte Knochen.
Die Steinkiste liegt außerhalb der nordöstlichen Mauer der Roundy Park Enclosure. Diese besteht aus einem 0,3 m hohen und etwa 4,0 m breiten Wall. Die Spuren einer prähistorischen Siedlung sind aus dem Inneren größtenteils entfernt worden. Die Fundamente von mindestens fünf Hütten an der Außenwand blieben aber erhalten.
Nördlich liegen die Steinkreise Grey Wethers und Fernworthy.